# C-världsmästerskapet i ishockey för herrar 1998
C-VM i ishockey 1998 spelades som en av fyra divisioner vid VM i ishockey 1998, som var det 62:a världsmästerskapet i ishockey, arrangerat av IIHF. Mästerskapet avgjordes i fyra divisioner som A-, B-, C- och D-VM. De fyra turneringarna avgjordes som följer:
A-VM i Zürich, Basel, Schweiz under perioden 1 – 17 maj 1998.
B-VM i Ljubljana och Jesenice, Slovenien under perioden 15 – 26 april 1998.
C-VM i Budapest, Székesfehérvár och Dunaújváros, Ungern under perioden 22 – 28 mars 1998.
D-VM i Krugersdorp och Pretoria, Sydafrika under perioden 27 mars – 2 april 1998.

## Spelordning
C-världsmästerskapet spelades i Budapest, Székesfehérvár och Dunaújváros, Ungern. Åtta lag spelar om en uppflyttningsplats till B-VM 1999 och för att undvika en nedflyttningsplats till D-VM 1999.
De åtta lagen delas upp i två grupper i en inledande omgång. Ettan och tvåan från respektive grupp deltar i en finalomgång för placeringarna 1 till 4. De två sämst placerade lagen från inledningsomgångens två grupper spelar en placeringsomgång om platserna 5 till 8.

## Spelresultat

### Inledningsomgång
Matcherna spelades i Budapest, Székesfehérvár och Dunaújváros, Ungern.

#### Grupp A
| Datum        | Match                  | Res. | Periodres.    |
| ------------ | ---------------------- | ---- | ------------- |
| 22 mars 1998 | Rumänien – Jugoslavien | 5–3  | 2–0, 1–2, 2–1 |
| 22 mars 1998 | Litauen – Kroatien     | 3–2  | 1–0, 1–1, 1–1 |
| 23 mars 1998 | Litauen – Jugoslavien  | 2–0  | 1–0, 0–0, 1–0 |
| 23 mars 1998 | Rumänien – Kroatien    | 6–1  | 3–0, 2–1, 1–0 |
| 25 mars 1998 | Kroatien – Jugoslavien | 1–1  | 0–1, 1–0, 0–0 |
| 25 mars 1998 | Rumänien – Litauen     | 9–3  | 2–1, 5–1, 2–1 |

| Grupp A | Matcher | Vunna | Oavgj. | Förl. | Mål  | Poäng |
| --- | ------- | ----- | ------ | ----- | ---- | ----- |
| Rumänien                                                                                                   | 3       | 3     | 0      | 0     | 20–7 | 6     |
| Litauen | 3       | 2     | 0      | 1     | 8–11 | 4     |
| Jugoslavien                                                                                                | 3       | 0     | 1      | 2     | 4–8  | 1     |
| Kroatien                                                                                                   | 3       | 0     | 1      | 2     | 4–10 | 1     |
| Om två lag slutar på samma poängantal rankas lagen efter (1) resultat i inbördes möte och (2) målskillnad. |         |       |        |       |      |       |

#### Grupp B
| Datum        | Match              | Res. | Periodres.    |
| ------------ | ------------------ | ---- | ------------- |
| 22 mars 1998 | Ungern – Kina      | 7–1  | 2–1, 3–0, 2–0 |
| 22 mars 1998 | Sydkorea – Spanien | 1–0  | 0–0, 1–0, 0–0 |
| 23 mars 1998 | Ungern – Spanien   | 6–1  | 2–0, 3–0, 1–1 |
| 23 mars 1998 | Kina – Sydkorea    | 6–0  | 1–0, 1–0, 4–0 |
| 25 mars 1998 | Ungern – Sydkorea  | 6–0  | 1–0, 2–0, 3–0 |
| 25 mars 1998 | Kina – Spanien     | 7–4  | 2–1, 3–2, 2–1 |

| Grupp B  | Matcher | Vunna | Oavgj. | Förl. | Mål   | Poäng |
| -------- | ------- | ----- | ------ | ----- | ----- | ----- |
| Ungern   | 3       | 3     | 0      | 0     | 24–3  | 6     |
| Kina     | 3       | 2     | 0      | 1     | 14–11 | 4     |
| Sydkorea | 3       | 1     | 0      | 2     | 1–12  | 2     |
| Spanien  | 3       | 0     | 0      | 3     | 5–14  | 0     |

### Placeringsomgång platser 5-8
Från inledningsomgångens gruppspel tar lagen med sig tidigare resultat. Matcherna spelades i Székesfehérvár.
| Datum        | Match                  | Res. | Periodres.    |
| ------------ | ---------------------- | ---- | ------------- |
| 27 mars 1998 | Sydkorea – Kroatien    | 1–3  | 0–2, 0–0, 1–1 |
| 27 mars 1998 | Jugoslavien – Spanien  | 3–3  | 0–2, 3–1, 0–0 |
| 28 mars 1998 | Kroatien – Spanien     | 4–4  | 0–2, 1–1, 3–1 |
| 28 mars 1998 | Jugoslavien – Sydkorea | 3–2  | 1–0, 2–2, 0–0 |

| Placeringsomgång                                                                                           | Matcher | Vunna | Oavgj. | Förl. | Mål | Poäng |
| --- | ------- | ----- | ------ | ----- | --- | ----- |
| Kroatien                                                                                                   | 3       | 1     | 2      | 0     | 8–6 | 4     |
| Jugoslavien                                                                                                | 3       | 1     | 2      | 0     | 7–6 | 4     |
| Sydkorea                                                                                                   | 3       | 1     | 0      | 2     | 4–6 | 2     |
| Spanien | 3       | 0     | 2      | 1     | 7–8 | 2     |
| Om två lag slutar på samma poängantal rankas lagen efter (1) resultat i inbördes möte och (2) målskillnad. |         |       |        |       |     |       |

### Finalomgång platser 1-4
Från inledningsomgångens gruppspel tar lagen med sig tidigare resultat. Matcherna spelades i Budapest.
| Datum        | Match             | Res. | Periodres.    |
| ------------ | ----------------- | ---- | ------------- |
| 27 mars 1998 | Rumänien – Kina   | 9–3  | 3–0, 4–2, 2–1 |
| 27 mars 1998 | Ungern – Litauen  | 14–0 | 4–0, 5–0, 5–0 |
| 28 mars 1998 | Litauen – Kina    | 5–4  | 1–1, 3–1, 1–2 |
| 28 mars 1998 | Ungern – Rumänien | 3–2  | 0–2, 3–0, 0–0 |

| Finalomgång | Matcher | Vunna | Oavgj. | Förl. | Mål  | Poäng |
| ----------- | ------- | ----- | ------ | ----- | ---- | ----- |
| Ungern      | 3       | 3     | 0      | 0     | 24–3 | 6     |
| Rumänien    | 3       | 2     | 0      | 1     | 20–9 | 4     |
| Litauen     | 3       | 1     | 0      | 2     | 8–27 | 2     |
| Kina        | 3       | 0     | 0      | 3     | 8–21 | 0     |

## Slutplacering C-VM
| C-VM 1998 | C-VM 1998      |
| --------- | -------------- |
| 1         | Ungern         |
| 2         | Rumänien       |
| 3         | Litauen        |
| 4         | Kina           |
| 5         | Kroatien       |
| 6         | FR Jugoslavien |
| 7         | Sydkorea       |
| 8         | Spanien        |
Ungern flyttas upp till B-gruppen inför VM 1999. Ned från B-gruppen flyttas Nederländerna. Spanien degraderas till D-VM 1999 medan Bulgarien befordras till C-VM 1999.